# Jehoszua Rabinowic
Jehoszua Rabinowic (hebr.: יהושע רבינוביץ, ang.: Yehoshua Rabinovitz, ur. 1911 w Wiszniewie, zm. 14 sierpnia 1979) – izraelski polityk i samorządowiec, w latach 1969–1974 burmistrz Tel Awiwu, w 1974 minister budownictwa, w latach 1974–1977 minister finansów, w latach 1977–1979 poseł do Knesetu z listy Koalicji Pracy.

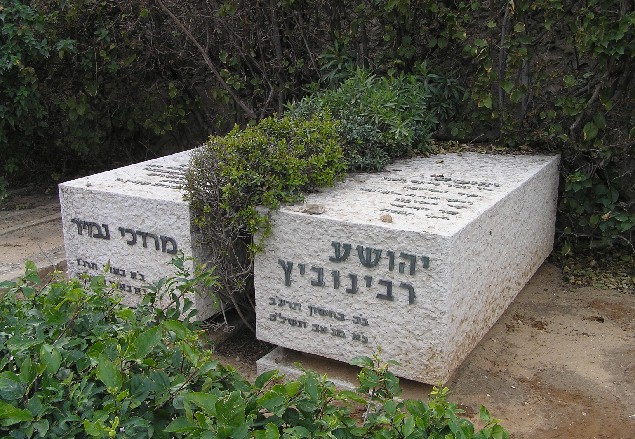
Groby burmistrzów Tel Awiwu – Rabinowica i jego poprzednika Mordechaja Namira na Cmentarzu Trumpeldora

W wyborach parlamentarnych w 1977 po raz pierwszy i jedyny dostał się do izraelskiego parlamentu. Zmarł 14 sierpnia 1979, mandat po nim objęła Ester Herlitz.